# DeFuckTo
DeFuckTo (zkráceně DFT) byla zlínská hip-hopová kapela, která působila v letech 1999 až 2016. Jejími členy byli rappeři Headdy a Late, součástí koncertní sestavy byl navíc DJ Lowa.

## Historie
Kořeny DFT sahají až do roku 1996, kdy budoucí členové Headdy a Late založili kapelu X-Kult. V roce 1997 se zrodila další kapela, Pro-Past, kde se objevili Jazzy, Zatlec a DJ Fatte. V roce 1998 se obě kapely rozpadly a 19. března . 1999 se zformovala nová pětičlenná skupina s názvem DeFuckTo. Ještě v tom roce vydala první neoficiální album Demo 99. Krátce poté opustil skupinu Zatlec.
Do širokého vědomí i mimo posluchače hip-hopu se DFT dostali se skladbou „Tak je to“, která vyšla v kompilaci u časopisu Tripmag a zaujala velké množství lidí. V roce 2002 vyšlo první oficiální album Pár vět, ale v roce 2003 se objevila tvůrčí krize kapely a DFT se rozhodli dát si pauzu. V témže roce se Headdy rozhodl pro sólovou tvorbu, ale aktivně se zapojili i Late a nakonec vyšlo druhé album Sólo pro dva. V roce 2005 kapelu zmítaly neshody a roku 2006 se rozpadla. Headdy se vydal na sólovou dráhu, DJ Fatte společně s rapperem Ideou vytvořili duo IdeaFatte. Headdy vydal své dvě sólové desky Hlava nehlava (2006) a Ante portas (2008).
Zlom přišel v roce 2009, kdy byla kapela DeFuckTo pozvána na výročí deseti let založení k rozhovoru do rozhlasu. Zde se zrodila myšlenka na výroční koncert a všichni čtyři účastníci vystoupili společně v rodném Zlíně. Díky úspěchu tohoto koncertu se dali znovu dohromady, kromě DJ Fattea, který po neshodách o novém směru a stylu produkce víceméně do nového DFT ani nenastoupil, a na jeho pozici přišel DJ Lowa. DFT vydali třetí album Deja Vu v roce 2010.
Na podzim 2011 vyšlo album s názvem Triumf, na kterém už se neobjevuje Jazzy. Volné místo zaplnili hosté ze Slovenska – Majk Spirit, Misha, Grimaso, z České republiky pak Mad Skill, Nironic, Tom Malar a z Polska Peja.
Poslední deska DFT Andělé a démoni vyšla v roce 2014.
Skupina se v roce 2016 rozhodla definitivně ukončit svojí aktivní činnost. Poslední koncert se odehrál 1. července 2016.

## Diskografie
- Demo 99 (1999, neoficiální, někdy šířeno pod nesprávným názvem Promarněná šance)
- Pár vět (2002)
- Sólo pro dva (2004)
- Deja Vu (2010)
- Triumf (2011)
- Andělé a démoni (2014)